# Tour de Cantabrie
Le Tour de Cantabrie (en espagnol : Vuelta a Cantabria) est une course cycliste par étapes espagnole disputée en Cantabrie. Créé en 1925, il a ensuite été disputé en 1926, 1940 et 1942, puis annuellement de 1963 à 1983. En 2003, la course réapparaît et est maintenant disputée par des coureurs amateurs.

## Palmarès
| Année     | Vainqueur                     | Deuxième                 | Troisième                    |
| --------- | ----------------------------- | ------------------------ | ---------------------------- |
| 1925      | Teodoro Monteys (es)          | Mució Miquel             | Joan Juan                    |
| 1926      | Marià Cañardo                 | Joan Juan                | Victorino Otero (es)         |
| 1927-1939 | Non-disputé                   | Non-disputé              | Non-disputé                  |
| 1940      | Fermín Trueba                 | Antonio Andrés Sancho    | Delio Rodríguez              |
| 1941      | Non-disputé                   | Non-disputé              | Non-disputé                  |
| 1942      | Delio Rodríguez               | Joaquín Olmos            | Antonio Andrés Sancho        |
| 1943      | Non-disputé                   | Non-disputé              | Non-disputé                  |
| 1944      | Martín Mancisidor             | Julián Berrendero        | Miguel Casas (es)            |
| 1945-1962 | Non-disputé                   | Non-disputé              | Non-disputé                  |
| 1963      | Saturnino López               | Francisco Redondo        | Andrés Gandarias             |
| 1964      | Gregorio San Miguel           | Guillermo Fernández      | Enrique Rodríguez            |
| 1965      | Domingo Perurena              | José Ignacio Ascasibar   | Saturnino López              |
| 1966      | José Albelda Tormo            | Luis Balagué             | José Ramón Goyeneche (es)    |
| 1967      | Ramón Pagès                   | José Luis Abilleira      | Pierre Bellemans             |
| 1968      | Francisco Galdós              | Santiago Lazcano         | Manuel Antonio García        |
| 1969      | Santiago Lazcano              | Francisco Galdós         | Enrique Sahagún (es)         |
| 1970      | Andrés Oliva                  | José Casas               | Daniel Varela                |
| 1971      | Gonzalo Aja                   | Andrés Oliva             | Joaquín Galera               |
| 1972      | José Antonio González Linares | Francisco Galdós         | Domingo Perurena             |
| 1973      | Jesús Manzaneque              | Luis Ocaña               | Miguel María Lasa            |
| 1974      | Antonio Vallori               | Joaquim Pérez            | Juan Zurano                  |
| 1975      | Andrés Gandarias              | José Casas               | Pedro Torres                 |
| 1976      | Francisco Galdós              | Santiago Lazcano         | Pedro Torres                 |
| 1977      | Francisco Galdós              | Enrique Cima             | Pedro Torres                 |
| 1978      | Vicente Belda                 | Pedro Torres             | Manuel Esparza               |
| 1979      | Salvador Jarque (ca)          | Pedro Torres             | Faustino Fernández           |
| 1980      | Eulalio García                | Pedro Torres             | Klaus-Peter Thaler           |
| 1981      | Manuel Esparza                | Eulalio García           | José Luis López Cerrón       |
| 1982      | Marino Lejarreta              | Antonio Coll             | Guillermo de la Peña (en)    |
| 1983      | José Luis Laguía              | Enrique Aja              | Bernardo Alfonsel            |
| 1984      | Non-disputé                   | Non-disputé              | Non-disputé                  |
| 1985      | Reimund Dietzen               | Jesús Rodríguez Magro    | Jesús Blanco Villar          |
| 1986      | Reimund Dietzen               | Federico Echave          | Manuel Carrera               |
| 1987      | Jesús Blanco Villar           | Francisco Antequera      | Javier Lukin                 |
| 1988      | Mariano Sánchez Martínez      | Josep Recio              | Dimitri Zhdanov              |
| 1990      | Non-disputé                   | Non-disputé              | Non-disputé                  |
| 1990      | Peter Hilse                   | Víctor Gonzalo (es)      | Fernando Martínez de Guereñu |
| 1991-2002 | Non-disputé                   | Non-disputé              | Non-disputé                  |
| 2003      | Pedro Luis Marichalar         | Jesús Javier Ramírez     | Javier Ruiz de Larrinaga     |
| 2004      | Antonio López Carrasco        | Iker Leonet              | Alberto Losada               |
| 2005      | Mikel Elgezabal (es)          | Miguel Ángel Candil (es) | Manuel Jesús Jiménez         |
| 2006      | Francisco Gutiérrez           | Óscar Pujol              | David Gutiérrez              |
| 2007      | Non-disputé                   | Non-disputé              | Non-disputé                  |
| 2008      | Ibon Zugasti                  | Gorka Amuriza (es)       | David Gutiérrez              |
| 2009      | Arkimedes Arguelyes           | Oriol Colomé             | Ibon Zugasti                 |
| 2010      | Mauricio Muller               | Peter van Dijk           | Vicente García de Mateos     |
| 2011      | José Belda                    | Borja Abásolo            | José Manuel Gutiérrez        |
| 2012      | Arkaitz Durán                 | Josep Betalú             | Quentin Pacher               |
| 2013      | Antonio Pedrero               | Daniel López             | David Francisco              |
| 2014      | Imanol Estévez                | Juan Ignacio Pérez       | Jean-Luc Delpech             |
| 2015      | Jaime Rosón                   | José Manuel Díaz         | Jorge Arcas                  |
| 2016      | Elías Tello                   | Josu Zabala              | Sergio Míguez                |
| 2017      | Christofer Jurado             | Jason Huertas            | Cyril Barthe                 |
| 2018      | Óscar González Brea           | Antonio Angulo           | Jefferson Cepeda             |
| 2019      | Francisco Galván              | Josu Etxeberria          | Daniel Mellado               |
| 2020      | Xabier Berasategi             | Pelayo Sánchez           | Javier Romo                  |
| 2021      | Vinicius Rangel               | Unai Iribar              | Vicente Hernáiz              |
| 2022      | Marcel Camprubí               | Julen Arriolabengoa      | Abel Balderstone             |
| 2023      | Daniel Cavia                  | Thomas Silva             | Alberto Álvarez              |